# إدغار سامبسون
إدغار سامبسون (بالإنجليزية: Edgar Sampson)‏ هو عازف جاز وملحن أمريكي، ولد في 31 أغسطس 1907 في نيويورك في الولايات المتحدة، وتوفي في 16 يناير 1973 في إنغلوود في الولايات المتحدة.

## وصلات خارجية
- إدغار سامبسون على موقع ميوزك برينز (الإنجليزية)
- إدغار سامبسون على موقع قاعدة بيانات برودواي على الإنترنت (الإنجليزية)
- إدغار سامبسون على موقع قاعدة بيانات برودواي على الإنترنت (الإنجليزية)
- إدغار سامبسون على موقع أول ميوزيك (الإنجليزية)
- إدغار سامبسون على موقع ديسكوغز (الإنجليزية)